# 马尔勒奈姆
马尔勒奈姆（法語：Marlenheim，法語發音：[maʁlənaim]）是法国下莱茵省的一个市镇，属于莫尔塞姆区。

## 地理
马尔勒奈姆（48°37'22"N, 7°29'35"E）面积14.59 平方千米，位于法国大東部大區下莱茵省，该省份为法国大陆部分最东部的省份，是阿尔萨斯的一部分，今与上莱茵省组成了阿尔萨斯欧洲集体，其南至上莱茵省，西南接孚日省和默尔特-摩泽尔省，西接摩泽尔省，北与德国接壤。
与马尔勒奈姆接壤的市镇（或旧市镇、城区）包括：达勒奈姆、下费瑟奈姆、菲尔德奈姆、基尔沙伊姆、诺尔代姆、旺让、瓦斯洛讷。
马尔勒奈姆的时区为UTC+01:00、UTC+02:00（夏令时）。

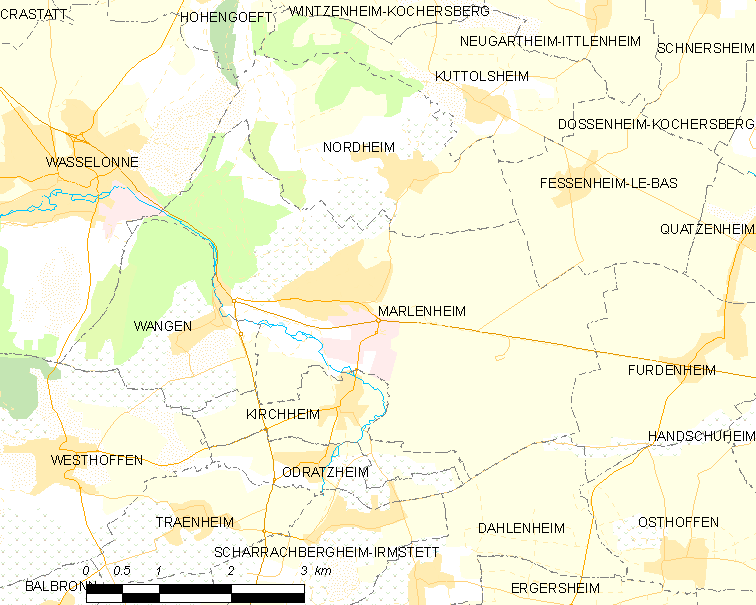
马尔勒奈姆的OSM定位图

## 行政
马尔勒奈姆的邮政编码为67520，INSEE市镇编码为67282。

## 政治
马尔勒奈姆所属的省级选区为莫尔塞姆县。

## 人口

1962-2008年间马尔勒奈姆人口变化图示

马尔勒奈姆于2022年1月1日时的人口数量为4200人。